# 秋永一枝
秋永 一枝（あきなが かずえ、1928年〈昭和3年〉6月23日 -2017年〈平成28年〉9月29日）は、日本の日本語学者。早稲田大学名誉教授。日本語アクセント論を専門とする。本名は鳥越 一枝（とりごえ かずえ）。夫は鳥越文蔵。

## 人物・来歴
1928年（昭和3年）、東京府東京市本所区東両国の商家に生まれる。同地で、日本舞踊を習い芝居に通い、東京弁を聞いて育った。桜蔭高等女学校を経て、戦後すぐに帝国女子医学薬学専門学校で学んだ。1949年（昭和24年）、早稲田大学第一文学部国文学専修に編入学し、1951年（昭和26年）3月に卒業論文「清少納言について」を提出して卒業した。

### 三省堂編修所時代
大学卒業後は三省堂出版株式会社編修所の嘱託として『明解国語辞典』『明解日本語アクセント辞典』の改訂や編集にも携わった。
明解日本語アクセント辞典
三省堂編修所は、同社から発行する一般諸辞典のための資料として、東京アクセントを記載した厖大なカードを作っていた。この仕事に直接あたったのが、当時編修所員であった秋永であった。三省堂編修所を編者としている『明解日本語アクセント辞典』（1958年、昭和33年）の編修は、実はそのカードを基礎にして、すでに早稲田大学文学部副手となっていた秋永がおこなったものである。監修の金田一春彦は、ほとんど口出しをする余地がなかったとしている。

### 古今和歌集声点本の研究
1956年（昭和31年）からは再び早稲田大学大学院文学研究科（修士課程・博士課程）で学んだ。同大学院に提出した修士論文は「平安・鎌倉文学作品における声点本の研究―古今集を中心に―」。「声点本（しょうてんぼん）」とは、漢字や仮名の四隅に点を差して、その音調（高低）を注記した伝本のことである。日本語学では、主にアクセントの歴史を解明するための資料として用いられるが、本来は古今伝授の実態を伝える貴重な文献であり、日本古典文学の研究には欠かせないものである。
秋永は、『古今和歌集』の声点の重要性に着目し、研究を始めた。『古今和歌集』の中世以後の写本のなかには、要所要所の解釈が声点で特定されているものが少なくなく、声点を加えることを最初から前提して文字が選ばれており、文字の連鎖に声点を加えた全体が完全な本文であるからである。修士論文に端を発する秋永の長い研究生活が、この研究のために費やされた。『古今和歌集声点本の研究』（1991年（平成3年））は、刊行に20年近くを要した大作であり、秋永にとってのライフ・ワークである。
この研究が、後の博士論文『古今和歌集声点本の研究』全4冊（1972年～1991年）として結実し、この研究で第10回新村出賞（1991年）を受賞した。
1974年（昭和49年）より早稲田大学教授を務め、1999年（平成11年）からは名誉教授となった。
また、NHK日本語発音アクセント辞典の編集委員も務めた。2017年（平成29年）、89歳で歿した。

### 東京弁アクセント
銀座生まれの国文学者池田弥三郎の「下町言葉は消滅した」という言葉を耳にし、東京弁は生きていることを証明しようと、1956年（昭和31年）から下町で育ったさまざまな職業の人たちへの聞き取り調査を始めた。しかし時代は下がり、東京弁は話し手も少なくなり、やがては消え行く運命となった。2004年（平成16年）、半世紀かけて集めた資料をもとに、今日ではその使用が稀なもの、意義不明になったものを主に収録した『東京弁辞典』を刊行した。秋永は、東京弁がなくなれば、近代文学も落語も理解できなくなるとしている。

## 著書等
明解日本語アクセント辞典関連
- 『東京アクセント第一次調査報告 東京都区内生育者における調査報告』私家版、1957年。
- 「アクセントから文法へ--品詞の辨別について--」『國文學研究』第16号、早稻田大學國文學會、1957年8月31日、123-131頁。
- 「アクセント推移の要因について」『国語学』第31号、国語学会、1957年12月31日、17-27頁。
- 三省堂編修所 編『明解日本語アクセント辞典』金田一春彦、三省堂、1958年6月25日。全国書誌番号:58009424。
- 『明解日本語アクセント辞典』金田一春彦（第二版）、三省堂、1981年4月。全国書誌番号:81024623。
  - 李凡 訳（中国語）『日语音调学习规则一百条』上海译文出版社、上海、1988年5月。ISBN 7-53270355-X。[注 1]
- 『新明解日本語アクセント辞典』金田一春彦、三省堂、2001年3月。ISBN 4-385-13670-X。
  - 『『(新)明解日本語アクセント辞典』からの報告』坂本清恵、アクセント史資料研究会〈アクセント史資料索引 別冊 5〉、2010年3月。 NCID BB04209335。
  - 「『新明解日本語アクセント辞典 CD付き』ができるまで」『myb = みやび』第41号、みやび出版、2012年9月1日、2-5頁、NAID 40019409559。
- 『新明解日本語アクセント辞典』金田一春彦（第二版）、三省堂、2014年4月。ISBN 978-4-385-13672-1。

NHK日本語発音アクセント辞典関連
- 「座談会 標準アクセント選定の問題点」『文研月報』第12巻第1号、日本放送出版協会、1962年1月、doi:10.11501/1757859。
- 日本放送協会 編『日本語発音アクセント辞典』日本放送出版協会、1966年8月。 NCID BN01271687。
- 日本放送協会 編『日本語発音アクセント辞典』（改訂新版）日本放送出版協会、1985年6月。ISBN 4-14-011040-6。
- 日本放送協会放送文化研究所 編『NHK日本語発音アクセント辞典』（新版）日本放送出版協会、1998年4月。ISBN 4-14-011112-7。
- 「『NHK日本語発音アクセント辞典』改訂(8) --改訂作業を振り返って--」『放送研究と調査』第49巻第3号、日本放送出版協会、1999年3月、76-89頁、doi:10.11501/3478560。

古今和歌集声点本の研究関連
- 「古代のアクセント註記からみた古今和歌集解釋の諸問題」『國文學研究』第12号、早稻田大學國文學會、1955年8月30日、91-107頁、NAID 120005480172。
- 『古今和歌集声点本の研究 資料篇』校倉書房、1972年3月。全国書誌番号:75019690。
- 『古今和歌集声点本の研究 索引篇』校倉書房、1974年3月。全国書誌番号:75007075。
- 『古今和歌集声点本の研究 研究篇 上』校倉書房、1980年2月。全国書誌番号:80021541。
- 『古今和歌集声点本の研究 研究篇 下』校倉書房、1991年1月。ISBN 4-7517-2070-8。

東京弁アクセント関連
- 東京大学国語国文学会（編）「江戸アクセントから東京アクセントへ」『国語と国文学』第44巻4（通巻518）、筑摩書房、1967年4月。
- 「アクセントのゆれと今後の動向」『国文学 解釈と鑑賞』第59巻第7号、至文堂、1994年7月、21-28頁、NAID 40001339718。
- 「言葉の馴染み度とアクセントとの関係」『早稲田大学日本語研究教育センター紀要』 4巻、田中ゆかり，松永修一，吉田健二、早稲田大学日本語研究教育センター、1992年3月25日、1-35頁。 NCID AN10088548。
- 「東京・芦安両アクセントにみる接合型の衰退」『国文学研究』第118号、早稲田大学国文学会、1996年3月15日、86-96頁。
- 「東京弁アクセントから首都圏アクセントへ」『言語学林』三省堂、1996年4月、663-682頁。ISBN 4-385-35692-0。
- 「字音一字語のアクセント」。
- 「アクセント核の移りと聞こえの方言差--母音の無声化を中心に--」『音声の研究』第23号、日本音声学会、1994年。
- 平山輝男博士米寿記念会 編「東京弁音声の衰退」『日本語研究諸領域の視点 下巻』明治書院、1996年10月、1211-1224頁。ISBN 4-625-42101-2。
- 『東京弁辞典』東京堂出版、2004年11月2日。ISBN 4-490-10656-4。
  - 「『東京弁辞典』覚え書」『早稲田日本語研究』第14号、早稲田大学日本語学会、2005年9月30日、112-108頁、NCID AA11139085。
  - 「滅びゆく言語「東京弁」」『日本の危機言語 ― 言語・方言の多様性と独自性』北海道大学出版会、2011年6月25日。ISBN 978-4-8329-6747-2。

その他
- 「駿馬の骨」『文學者』第44号、十五日會、1954年2月、doi:10.11501/11209494。
- 『こくご 1：あそんであいうえおこくご』金田一春彦、集英社〈母と子の幼稚園知育百科 学習コース2〉、1983年11月。ISBN 4-08-245002-5。
- 『こくご 2：ことばのあそび』金田一春彦、集英社〈母と子の幼稚園知育百科 学習コース6〉、1984年3月。ISBN 4-08-245006-8。
- 「新 日本語学者列伝 金田一春彦」『日本語学』第30巻第12号、明治書院、2011年10月、76-79頁、NAID 40019015141。

### 翻刻
- 尭恵『古今集延五記 天理図書館蔵』田辺佳代、笠間書院〈笠間叢書 98〉、1978年8月。全国書誌番号:78030586。

## 研究成果報告書
文部省科学研究費補助金研究成果報告書
- 『日本語アクセント資料集の編纂』早稲田大学教務部、1987年3月。
- 『国語声調史資料索引の編纂』早稲田大学教務部、1990年3月。
- 『京阪アクセントの史的変遷における総合的研究』コロニー印刷、2000年3月。
- 『日本語アクセント史総合データベースの構築とその発展的研究』コロニー印刷、2003年3月。
- 『19・20世紀東京弁録音資料のアーカイブ化とその総合的研究』2006-03、秋永一枝。NCID BA8460529X

## 脚註

### 註釈
1. ↑  『日语音调学习规则一百条』は、『明解日本語アクセント辞典』第二版の附録部分のみ訳出し出版したもの[20]。